# My Favorite Blonde
My Favorite Blonde (Brasil: Minha Loura Favorita / Portugal: A Minha Loira Favorita) é um filme estadunidense de 1942, do gênero comédia, dirigido por Sidney Lanfield e estrelado por Bob Hope e Madeleine Carroll. Hope não queria trabalhar com o diretor Lanfield porque este tinha fama de ditador; entretanto, deram-se tão bem que se reuniram novamente em outras oportunidades.
O filme está listado por Ken Wlaschin entre os dez melhores de ambos os astros.

## Sinopse
Larry Haines  e Karen Bentley encontram-se no teatro de variedades onde ele trabalha com seu pinguim Percy. Karen, por sua vez, é uma espia inglesa que chega incógnita a Nova Iorque para desincumbir-se de uma missão secreta. Larry consegue um contrato para apresentar-se em Hollywood e Karen se dispõe a acompanhá-lo, para manter o disfarce. No caminho, ela esconde, na bagagem dele, um anel com um microfilme que contém os planos sobre uma nova e revolucionária bomba. Sem que o percebam, todavia, eles são seguidos por dois cruéis agentes nazistas, Madame Stephanie Runick e Doutor Hugo Streger.

## Elenco
| Ator/Atriz        | Personagem              |
| ----------------- | ----------------------- |
| Bob Hope          | Larry Haines            |
| Madeleine Carroll | Karen Bentley           |
| Gale Sondergaard  | Madame Stephanie Runick |
| George Zucco      | Doutor Hugo Streger     |
| Lionel Royce      | Karl                    |
| Walter Kingsford  | Doutor Wallace Faber    |
| Victor Varconi    | Miller                  |
| Otto Reichow      | Lanz                    |